# Cinéma abstrait
Le cinéma abstrait est, d'abord, une catégorie du cinéma d'avant-garde, puis du cinéma expérimental, qui s'est formalisée, en 1912, en Italie, au sein du futurisme, première avant-garde artistique du XXe siècle.

## Les prémices
Le cinéma abstrait vise à être un cinéma purement graphique. Le but principal de l'abstraction, apparue en peinture vers 1910, était de libérer cette dernière du sujet et de sa représentation au profit de l'expression directe par la couleur et le geste créateur.
Le peintre Bruno Corra et son frère Arnaldo Ginna, des artistes futuristes, veulent concrétiser (mais en dehors des exigences étroites de ce mouvement) ce qu'ils appellent la musique chromatique en mettant au point une échelle de notes qu'ils pensent exécuter avec une sorte de piano chromatique. Se heurtant à d'insurmontables difficultés, ils se tournent vers le cinéma — qui n'est qu'un simple instrument à leurs yeux, car il est, alors, très rudimentaire — et réalisent, en 1912, en peignant directement sur la pellicule, deux courtes bandes : L'Arc-en-ciel et  La Danse.
En 1913, Léopold Survage expose sa conception du « rythme coloré » : « Le rythme coloré n’est nullement une illustration ou une interprétation d’une œuvre musicale. C’est un art autonome … L’élément fondamental de mon art dynamique est la forme visuelle colorée, analogue au son de la musique par son rôle. » Il préconise la stylisation et la simplification des éléments utilisés. Une séquence de douze esquisses est déposée à la Cinémathèque française.

## Les pionniers
Mais c’est en Allemagne, dans les années 1920, que se développe le premier courant de films abstraits (encore visibles aujourd’hui) autour de Walter Ruttmann, Hans Richter (Rhythmus, 21, 1921-1924), Viking Eggeling (Symphonie diagonale, 1923-1924) et Oskar Fischinger.
C’est le 27 avril 1921, à Berlin, qu’est projeté Opus 1, de Walter Ruttmann, le premier film abstrait, d’une durée de treize minutes (reconstitué par Arte)— phénomène plutôt inhabituel, puisque les autres films du genre ne dépassent pas les cinq minutes— , à être présenté en public. Oskar Fischinger est présent à la projection et est fasciné.
« De Eggeling à Fischinger, les motifs mis en jeu et en espace dans les films se densifient. On passe de l’animation de formes géométriques simples (Symphonie diagonale) à la constitution d’une authentique musicalité filmique (avec la série des Studies réalisés, entre 1929 et 1934, par Fischinger, qui formalise des contrepoints visuels aux compositions de Brahms, Verdi ou Beethoven). »
Oskar Fischinger sera le seul des « quatre mousquetaires » à continuer dans la voie du cinéma abstrait jusqu’à sa mort en 1967. Il vit et travaille aux États-Unis à partir de 1936. Eggeling mourra en 1925 après n'avoir pu réaliser qu'un seul film. Ruttmann se tournera vers le documentaire, et Richter réalisera des films de plus en plus proches de l’orthodoxie surréaliste. Il émigre sur le Nouveau continent en 1940 et occupe, à partir de 1942, le poste de directeur du Film Institut of the City College de New York (Maya Deren et Jonas Mekas, entre autres promoteurs du cinéma expérimental contemporain, suivront ses cours) et, à ce titre, deviendra un passeur entre la première avant-garde européenne et la nouvelle garde américaine en gestation.

## Évolutions diverses
Le cinéma abstrait ne devient pas un genre à part entière. Il est, suivant les époques, annexé au cinéma expérimental ou au cinéma d'animation (ou les deux).
Les deux figures majeures qui dominent les années 1930, Le Néo-Zélandais Len Lye et l’Écossais Norman McLaren seront les archétypes d’une création originale et multiforme qui passe et repasse, souvent, par les données du film abstrait.
Pionniers du film sans caméra (après les essais perdus et inachevés de Ginna et Corra), ils font leurs premières tentatives de cinéma directement peint sur pellicule au début des années 1930 : Hand Painted Abstraction (McLaren, 1933) et Color Box (Len Lye, 1935) — ce dernier film connaît une grande diffusion et deviendra un modèle du genre (les motifs des films des pionniers allemands étaient d'abord dessinés ou peints sur divers supports, papiers, cartons, plaques de verre, et filmés ensuite d'après les techniques du cinéma d'animation). Lye et McLaren travailleront tous les deux, en Angleterre, au GPO Film Unit (en) (une unité de films documentaires initiée par John Grierson), dans les années 1930. Destinés à vanter les mérites de la poste, leurs films britanniques mélangent abstraction, animation de dessins et d’objets à des éléments figuratifs : Love on the Wing de McLaren (1938) en est un bon exemple.
Grierson part en 1939 au Canada où il crée l’ONF (L’Office national du film du Canada), il y fera venir plus tard McLaren qui aura la chance unique d’être subventionné toute sa vie pour faire des expériences par le film.
On note, dans ces mêmes années, des tentatives dispersées de films abstraits : en Suisse au sein du groupe musicaliste (musicalisme), il y a les courts métrages de Charles Blanc-Gatti et en Italie ceux de Luigi Veronesi.
L’abstraction n’est pas une donnée essentielle pour le cinéma comme il l’est en peinture. Cette notion se dilue, dès les années 1950, dans les divers courants du cinéma expérimental. On la trouve dans le travail des frères James et John Witney (en) qui, dès cette époque, utilisent l’ordinateur analogique pour réaliser des films qui ne sont ni filmés, ni dessinés, mais « calculés » ; de ce fait, les motifs qui en sortent relèvent forcément de l’abstraction. L’abstraction se retrouve, aussi, à des niveaux divers, dans certains films structurels de Paul Sharits (N :O :T :H :I :N :G, 1968) ou post-structurels de Christian Lebrat (Trama, 1978-1980). Ou dans des films réalisés par des laboratoires indépendants.
Raphaël Bassan trouve, lui, que le cinéma structurel serait l'équivalent, purement filmique, de l'abstraction picturale : 

« Au début des années 1960, une alternative spécifiquement cinématographique est trouvée par quelques artistes, surtout américains, qui mettent en crise la figuration en partant de purs paramètres filmique (reproduction en boucles de motifs divers, épaississement  de la granularité de la pellicule) [...] Avec Arnulf Rainer (1958-1960), Peter Kubelka. inscrit d'emblée ce cinéma dans une orgueilleuse radicalité. Ce court métrage de six minutes est composé à partir de variations des éléments les plus simples et les plus purs du médium : la lumière, l'obscurité, le silence et le son. Nous avons ainsi une suite de pulsations noires et blanches aux sonorités modulables.  Arnulf Rainer  serait un peu l'équivalent du Carré blanc sur fond blanc de Malevitch  (1918) pour le cinéma expérimental [...] la référence à l'abstraction picturale n'est plus ici un modèle. D'autres figurations ou défigurations sont en œuvre et en jeu chez des cinéastes tels Paul Sharits, Ken Jacobs, Michael Snow  ou Hollis Frampton. »

Aujourd'hui, les hybridations et les influences très variées, dans le domaine, problématisent et transforment (mais sous d'autres appellations) la pratique du cinéma abstrait peint (comme aux origines), filmé (comme chez certains cinéastes structurels) ou calculé par ordinateur. Souvent, c'est un mélange de toutes ces pratiques. Le cinéma abstrait fait partie du champ du cinéma expérimental, mais aussi de celui des nouveaux médias.
Comme l’écrit, également, Emmanuel Lefrant, un des meilleurs cinéastes français contemporains à repenser, dans son œuvre, les paramètres de l’abstraction filmique :

« Exception faite de quelques cas isolés (Christian Lebrat ou plus récemment Joost Rekvveld), le cinéma expérimental dans son ensemble traite moins de l’image abstraite. Ce phénomène est à interpréter non pas comme un épuisement des possibilités de l’abstraction au cinéma mais plutôt comme une baisse sensible de l’enthousiasme des premières années, ou alors comme un changement radical de formes d’expression abstraites. Il semble en effet qu’aujourd’hui, dans le cinéma contemporain, le terme d’abstraction n’ait plus de véritable signification. On ne peut plus réellement parler d’images abstraites « ou » figuratives, mais seulement d’images au statut ambigu. »

Toutefois, des expériences radicales resplendissantes, qui ont lieu, ponctuellement, nous prouvent que la pratique et la réflexion sur le cinéma abstrait ne se sont pas éteintes. Le basque espagnol, José Antonio Sistiaga (en), a réalisé, entre autres, un long métrage de soixante-quinze minutes entièrement peint la main ... era erera baleibu izik subua aruaren... (1968-1970), devenu, depuis, un véritable film-culte.
Il y a eu, aussi, jadis, en France, jusqu’aux années 1980, Le Festival du Film abstrait de Montpellier. Aujourd’hui, Abstracta cinema, relance le débat sur cette pratique par des projections, des textes et des conférences. En France, les artistes numériques Hugo Verlinde (venu du cinéma expérimental) ou Jacques Perconte contribuent à la recherche de nouvelles formes d'abstraction par l'image.